# Deux fois cinquante ans de cinéma français
Deux fois cinquante ans de cinéma français és un documental franco-britànico-suís dirigit per Jean-Luc Godard i Anne-Marie Miéville el 1995 per encàrrec de la televisió britànica.
Com el seu títol indica, aquest documental intenta relatar o més aviat evocar el primer segle del cinema francès.
En una primera part, en un hotel de gran luxe una mica fred i passat de moda, Godard es posa en escena ell mateix, en una conversa sense interrupcions, amb el president d'una associació encarregada d'organitzar la commemoració al voltant del primer segle del cinematògraf. O de la comercialització del cinematògraf.
En una segona part, el president de l'associació, coneix diferents personatges de l'hotel de gran luxe i intenta, en va, interrogar-los sobre la història del cinema. Comprova, amargament, que la història del cinema s'ha perdut i que grums i criats no tenen cap referència cultural...
En una tercera i última part, els autors presenten diferents obres essencials de la teoria cinematogràfica, a través d'un muntatge, molt prop de la (es) història (s) del cinema. Algunes fotografies s'uneixen harmoniosament a subtítols presentant cites d'autors i de cineastes (Bresson, etc.)
Escrit en relació directa, a la vegada estilística, visual i temàtica amb les Histoire(s) du cinema de Godard, aquesta pel·lícula, d'una narració més clara, no desproveïda d'humor, no ateny tanmateix el lirisme i la poesia incomparable de la gran epopeia visual i situacional.